# Doroteu (jurista)
Doroteu (em latim: Dorotheus; em grego: Δωρόθεος; romaniz.: Dorótheos) foi um professor de direito romano na escola de Berito, na Fenícia. 

## Vida
As origens de Doroteu são desconhecidas. Embora não se saiba qual foi sua data de nascimento, deve pelo menos ter morrido antes de 542. Trabalhava como professor de direito na escola de Berito, na Síria, de onde foi convocado para Constantinopla em dezembro de 530. Foi colocado numa comissão (junto de Triboniano e Teófilo) nomeada pelo imperador Justiniano I (r. 527–565) para redigir o Digesto. Sua escolha foi feita por Triboniano, seguindo as instruções do imperador de escolher os mais aptos na jurisprudência. Na dedicação da obra, Doroteu foi apresentado como um dos homens ilustres antecessores (viri illustres antecessores) a quem a obra foi endereçada. Com a conclusão do Digesto em 533, Doroteu participou de uma subcomissão que tinha a finalidade de organizar uma Institutas, segundo o modelo de Institutas de Caio, que deveria servir de introdução ao Digesto. Em dezembro de 533, foi nomeado com seus colegas como questor do palácio sagrado, mas o posto era titular (vacans) ou honorífico. Em 534, participou de uma nova comissão para publicar a segunda edição com Código de Justiniano. Depois de 542, publicou um comentário ao Digesto, que atualmente não sobreviveu, mas foi citado em escólios das Basílicas de Leão VI, o Sábio (r. 886–912). Parece que a essência do comentário era um curso de palestras sobre o Digesto que ministrou na escola de Berito.